# Профиль (фильм)
«Профиль» (англ. Profile) — художественный фильм-триллер, снятый Тимуром Бекмамбетовым и рассказывающий о журналистке из Великобритании, которая заводит знакомство с вербовщиком женщин из «ИГИЛ». Фильм снят при помощи технологии скринкастинга, действие демонстрируется исключительно через монитор компьютера главной героини.
В основу сценария была положена книга французской журналистки Анны Эрель «Я была джихадисткой: Расследование в центре вербовочной сети ИГИЛ».
Премьера состоялась 17 февраля 2018 года на Берлинском кинофестивале. Фильм вышел на «Кинопоиске» 27 октября 2022 года.

## Сюжет
Действие начинается в октябре 2014 года и происходит целиком на экране ноутбука британской журналистки Эми. Она испытывает проблемы с деньгами и по согласованию с редактором Вики собирается взять интервью у боевика ИГИЛ, которое позволит ей войти в штат издания. Эми заводит аккаунт в фейсбуке под именем Мелоди Нельсон — девушки, якобы недавно принявшей ислам. Также она начинает делиться постами и видео молодого человека Абу Билела, который является вербовщиком ИГИЛ и находится в Сирии. Тот быстро замечает новую последовательницу и заводит с ней разговор в фейсбуке, а затем предлагает встретиться в скайпе. Эми обговаривает детали встречи с Вики, которая обещает дать ей в помощь IT-специалиста для записи беседы в скайпе. При этом Эми волнуется, так как слышала о том, что хакеры ИГИЛ могут вычислить человека в сети. Параллельно Эми получает оповещения о просроченной оплате квартиры и звонки от своего парня Мэтта, который хочет обсудить с ней квартиру, которую они могли бы снимать вместе. Также её подруга Кэти советуется с Эми по поводу выбора платья.
Между Эми (под видом Мелоди) и Абу Билелом происходит разговор по скайпу. Он узнаёт о жизни Мелоди и обстоятельствах её перехода в ислам, а также описывает происходящее в Сирии. За разговором тайно для Абу Билела следит IT-специалист Лу Карим. Изначально Эми отрицательно отнеслась к нему, узнав, что он сам имеет сирийское происхождение, однако затем она смирилась, решив, что её первоначальная реакция была расистской. Во время второго разговора по скайпу через несколько дней Абу Билел приглашает Мелоди к себе в Сирию, на что она отвечает, что не может поехать в другую страну одна без сопровождения родственника-мужчины. За этим разговором Лу наблюдает лишь частично, поскольку застрял в пробке посреди города. Во время следующего сеанса связи Мелоди и Абу Билел для дальнейшего сближения готовят вместе по скайпу карри с курицей. Встречи по скайпу продолжаются регулярно, Абу Билел предлагает Мелоди выйти за него замуж, показывая ей дом, в котором они будут жить. Эми всё больше вживается в роль и начинает чувствовать симпатию к Абу Билелу: так, когда он рассказывает ей о смерти его матери, она делится своими воспоминаниями о её умершей матери и чуть было не пишет в скайпе, что на самом деле она не та, за кого себя выдаёт. Эми отказывается от помощи Лу и сама редактирует записи их бесед перед отправкой Вики, вырезая наиболее личные фрагменты.
Во время одного из сеансов Абу билел попадает под бомбёжку и Эми решает, что он погиб: с ней случается истерика прямо в кафе, про которое ей рассказывал Абу Билел, вспоминая о своей жизни в Лондоне. Эми считает себя виновной в смерти Абу Билела и чуть не ссорится с Вики, но в результате соглашается послать ей последнюю запись беседы с джихадистом. Однако во время загрузки файла Абу Билел внезапно звонит ей по скайпу: как оказалось, он не погиб. Он предлагает Мелоди оформить брак по скайпу, на что она соглашается. После этого она следует маршруту, который ей указывает Абу Билел: летит в Амстердам и поселяется в определённой гостинице. Во время следующего разговора Абу Билел говорит, что не сможет встретить Мелоди в Стамбуле, однако она должна будет долететь до города Урфа и связаться там с посредником. Абу Билел просит Мелоди позвонить посреднику и по громкой связи договаривается с ним по-арабски. Эми решает вернуться в Лондон, но Вики сообщает, что отменяет публикацию материала, поскольку Эми зашла слишком далеко. В свою очередь Мэтт, которому надоел «роман» Эми с Абу Билелом, разрывает с ней отношения. Эми собирается взять билет в Урфу, однако звонит Лу и просит его перевести разговор Абу Билела с посредником по-арабски: из него следует, что Абу Билел действительно вербовщик, который за месяц отправляет в ИГИЛ уже третью девушку.
Когда Эми возвращается домой, она понимает, что её настоящее имя, телефон и место жительства известны игиловцам, однако всё же просит Вики опубликовать материал. Титры в эпилоге сообщают, что фильм основан на реальной истории журналистки, чьё расследование помогло арестовать шестерых людей, замешанных в отправке женщин в ИГИЛ.

## В ролях
- Валин Кейн — Эми Уиттакер

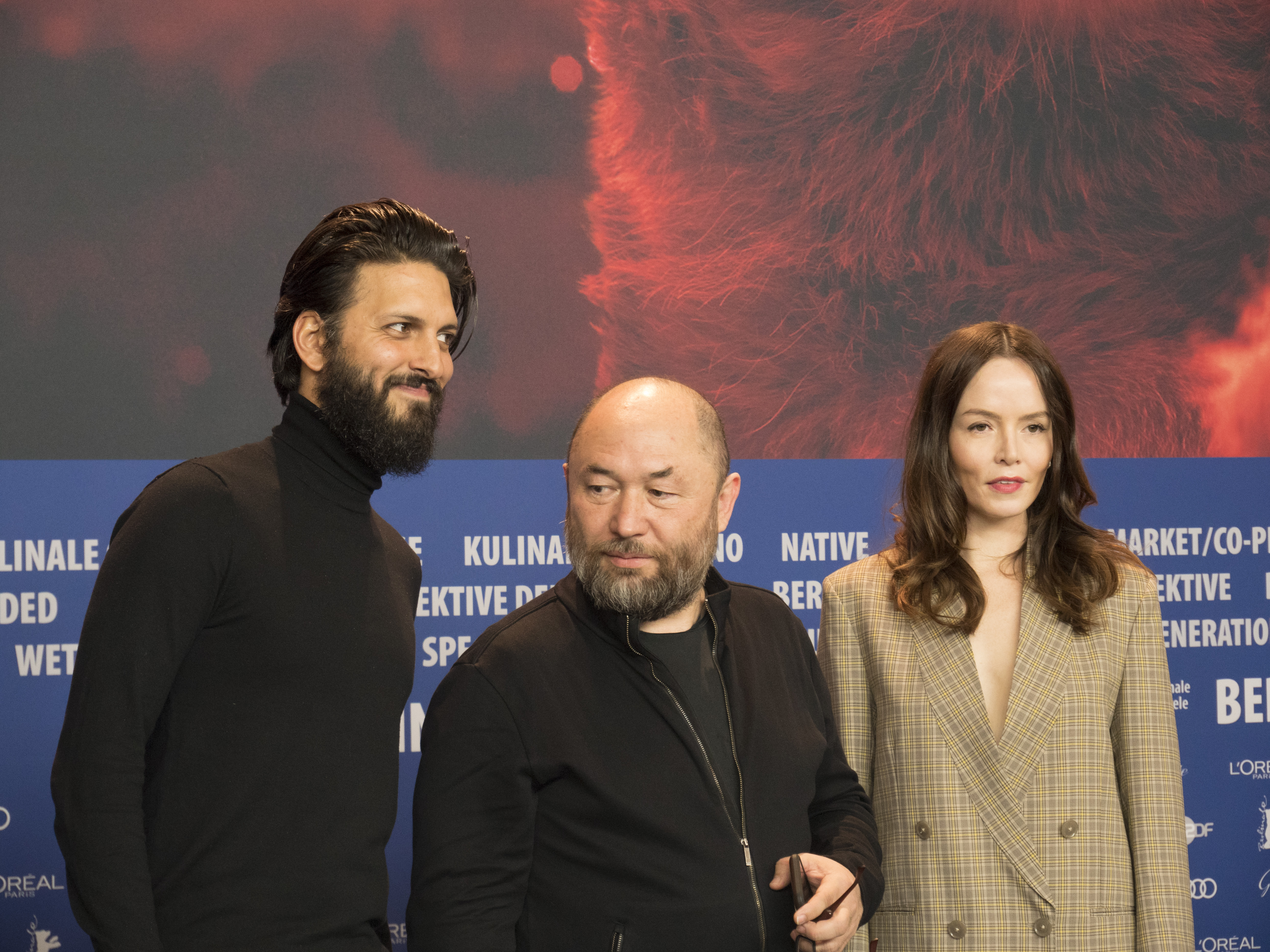
Бекмамбетов и исполнители главных ролей на Берлинском кинофестивале

- Шазад Латиф — Абу Билел Ал-Британи, вербовщик ИГИЛ
- Кристин Адамс — Вик
- Морган Уоткинс — Мэтт
- Амир Рахимзаде — Лу Карим
- Эмма Катер — Кэти
- Луис Мартин — вышибала

## Награды
- 2018 — Приз зрительских симпатий на 68-м Берлинском международном кинофестивале в рамках программы «Панорама»[5][6][7][8]

## Критика
Фильм получил смешанные отзывы: на Rotten Tomatoes его рейтинг одобрения составил 61% на основе 94 рецензий, отмечался уникальный нарративный стиль, но при этом не вполне логичный сюжет. На Metacritic у фильма средневзвешенная оценка 54 из 100 на основе 22 отзывов.